# Segunda División B de España 2000-01
La temporada 2000–01 de la Segunda División B de España de fútbol corresponde a la 24ª edición del campeonato y se disputó entre el 3 de septiembre de 2000 y el 13 de mayo de 2001 en su fase regular. Posteriormente se disputó la promoción de ascenso entre el 18 de mayo y el 24 de junio.

## Sistema de competición
Participan ochenta clubes de toda la geografía española, encuadrados en cuatro grupos de veinte equipos según proximidad geográfica. Se enfrentan en cada grupo todos contra todos en dos ocasiones -una en campo propio y otra en campo contrario- durante un total de 38 jornadas. El orden de los encuentros se decide por sorteo antes de empezar la competición. La Real Federación Española de Fútbol es la responsable de designar a los árbitros de cada encuentro.
El ganador de un partido obtiene tres puntos, el perdedor no suma puntos, y en caso de un empate hay un punto para cada equipo. Al término del campeonato, el equipo que acumula más puntos en cada grupo se proclama campeón de Segunda División B y juega la promoción de ascenso; junto con los segundos, terceros y cuartos clasificados de cada grupo para ascender a Segunda División. Esta promoción tiene formato de liguilla con cuatro grupos en los que se emparejan equipos de distintos grupos y que hayan quedado en posiciones distintas.
Los cuatro últimos equipos clasificados de cada grupo descienden a Tercera División. Los decimosextos clasificados juegan la promoción por la permanencia que se disputa por eliminación directa a doble partido y los emparejamientos se determinan por sorteo. Los dos equipos derrotados se enfrentan en otra eliminatoria a doble partido en la que el perdedor pierde la categoría.

## Equipos de la temporada 2000/01
| Datos de ascensos y descensos |
| --- |
| Club Atlético de Madrid "B" y CD Toledo descienden de Segunda División A. También descienden el CP Mérida, pero desaparece por motivos económicos; y el CD Logroñés que es descendido a Tercera División por motivos económicos. Real Jaén CF, Real Murcia CF, Racing de Ferrol y Universidad LPGC CF ascienden a Segunda División A. Águilas CF, Real Avilés Industrial, Club Bermeo, Real Betis "B", CP Cacereño, CF Figueruelas, Gimnástica Segoviana, CD Izarra, UD Lanzarote, Lorca CF, CD Móstoles, Ontinyent CF, Real Oviedo "B", Sevilla FC "B", Valencia CF "B", Real Valladolid CF "B" y Yeclano CF descienden a Tercera División. También pierde la categoría el CD Manchego que desaparece. AD Alcorcón, Algeciras CF, Almería CF, Benidorm CD, CD Burriana, RC Deportivo de la Coruña "B", SD Eibar "B", RCD Espanyol "B", CD Linares, CE Mataró, Peña Sport FC, Polideportivo Ejido, Racing de Santander "B", Club Siero, CD Tropezón, AD Universidad de Oviedo y UD Vecindario ascienden a Segunda División B. También ascienden el CD San Fernando que ocupa la plaza del CD Manchego, el CD Don Benito que ocupa la plaza del CP Mérida y el UDC Chantrea que ocupa la plaza del CD Logroñés. |

### Grupo I
En este grupo se encuentran los equipos de: Galicia (4), Asturias (4), Comunidad de Madrid (5), parte de Castilla y León (3), Canarias (3) y parte de Castilla-La Mancha (1).
| - RC Deportivo de la Coruña "B" - CD Lugo - CD Ourense - Pontevedra CF - Caudal Deportivo - Club Siero - Real Sporting de Gijón "B" - AD Universidad de Oviedo - AD Alcorcón - Club Atlético de Madrid "B" |  | - CF Fuenlabrada - Real Madrid CF "B" - UD San Sebastián de los Reyes - Real Ávila CF - SD Ponferradina - Zamora CF - CD Mensajero - UD Pájara-Playas de Jandía - UD Vecindario - CD Toledo |

### Grupo II
En este grupo se encuentran los equipos de: Cantabria (3), País Vasco (9), parte de Castilla y León (2), Navarra (3), La Rioja (1) y Aragón (2).
| - Gimnástica de Torrelavega - Racing de Santander "B" - CD Tropezón - Amurrio Club - CD Aurrerá de Vitoria - Barakaldo CF - SD Beasáin - Athletic Club "B" - Deportivo Alavés "B" - SD Eibar "B" |  | - SD Gernika - Real Unión Club - Burgos CF - Cultural Leonesa - UDC Chantrea - Club Atlético Osasuna "B" - Peña Sport FC - CD Calahorra - CD Binéfar - Real Zaragoza "B" |

### Grupo III
En este grupo se encuentran los equipos de: Cataluña (10), Comunidad Valenciana (7), Islas Baleares (1), Región de Murcia (1) y parte de Castilla-La Mancha (1).
| - FC Barcelona "B" - RCD Espanyol "B" - UE Figueres - Gimnàstic de Tarragona - UDA Gramenet - CE L'Hospitalet - CE Mataró - CE Premià - CE Sabadell FC - Terrassa FC |  | - UD Alzira - Benidorm CD - CD Burriana - CD Castellón - CF Gandía - Hércules CF - Novelda CF - RCD Mallorca "B" - Cartagonova FC - UB Conquense |

### Grupo IV
En este grupo se encuentran los equipos de: Andalucía (15), Extremadura (2), parte de Castilla-La Mancha (1) y las ciudades autónomas de Ceuta (1) y Melilla (1).
| - Algeciras CF - Almería CF - Cádiz CF - Coria CF - Dos Hermanas CF - Écija Balompié - Granada CF - Guadix CF - CD Linares - RB Linense |  | - Motril CF - Polideportivo Almería - Polideportivo Ejido - CD San Fernando - Xerez CD - CD Don Benito - Jerez CF - Talavera CF - AD Ceuta - UD Melilla |

## Clasificaciones y resultados

### Grupo I

#### Clasificación
| Pos. | Equipo                               | Pts. | PJ | G  | E  | P  | GF | GC | Dif. | Clasificación                     |
| ---- | ------------------------------------ | ---- | -- | -- | -- | -- | -- | -- | ---- | --------------------------------- |
| 1    | Atlético de Madrid "B"               | 74   | 38 | 22 | 8  | 8  | 63 | 27 | +36  | Acceso a Promoción de ascenso     |
| 2    | C. D. Ourense                        | 73   | 38 | 21 | 10 | 7  | 60 | 31 | +29  | Acceso a Promoción de ascenso     |
| 3    | Zamora C. F.                         | 71   | 38 | 21 | 8  | 9  | 65 | 37 | +28  | Acceso a Promoción de ascenso     |
| 4    | C. D. Toledo                         | 66   | 38 | 19 | 9  | 10 | 59 | 34 | +25  | Acceso a Promoción de ascenso     |
| 5    | Sporting de Gijón "B"                | 63   | 38 | 17 | 12 | 9  | 52 | 45 | +7   |                                   |
| 6    | U. D. Pájara-Playas de Jandía        | 61   | 38 | 18 | 7  | 13 | 51 | 45 | +6   |                                   |
| 7    | Real Madrid C. F. "B"                | 61   | 38 | 18 | 7  | 13 | 74 | 53 | +21  |                                   |
| 8    | U. D. Vecindario                     | 58   | 38 | 18 | 4  | 16 | 65 | 65 | 0    |                                   |
| 9    | Caudal Deportivo                     | 52   | 38 | 14 | 10 | 14 | 40 | 38 | +2   |                                   |
| 10   | C. D. Mensajero                      | 49   | 38 | 12 | 13 | 13 | 40 | 44 | −4   |                                   |
| 11   | S. D. Ponferradina                   | 47   | 38 | 12 | 11 | 15 | 45 | 50 | −5   |                                   |
| 12   | A. D. Alcorcón                       | 44   | 38 | 11 | 11 | 16 | 46 | 53 | −7   |                                   |
| 13   | A. D. Universidad de Oviedo          | 44   | 38 | 11 | 11 | 16 | 46 | 60 | −14  |                                   |
| 14   | Pontevedra C. F.                     | 44   | 38 | 11 | 11 | 16 | 41 | 65 | −24  |                                   |
| 15   | C. D. Lugo                           | 43   | 38 | 11 | 10 | 17 | 36 | 47 | −11  |                                   |
| 16   | C. F. Fuenlabrada (D)                | 42   | 38 | 11 | 9  | 18 | 40 | 47 | −7   | Acceso a Promoción de permanencia |
| 17   | Club Siero (D)                       | 42   | 38 | 10 | 12 | 16 | 42 | 55 | −13  | Descenso a Tercera División       |
| 18   | U. D. San Sebastián de los Reyes (D) | 38   | 38 | 10 | 8  | 20 | 42 | 59 | −17  | Descenso a Tercera División       |
| 19   | Real Ávila C. F. (D)                 | 38   | 38 | 9  | 11 | 18 | 46 | 66 | −20  | Descenso a Tercera División       |
| 20   | R. C. Deportivo La Coruña "B" (D)    | 34   | 38 | 8  | 10 | 20 | 36 | 68 | −32  | Descenso a Tercera División       |

 Fuente: BDFutbol
Criterios de clasificación: Puntos · Enfrentamientos directos · Diferencia de goles · Goles a favor · Play-off

#### Resultados
| Local \ Visitante                | ALC | ATM | AVI | CAU | DEP | FUE | LUG | MEN | OUR | PAJ | POF | POT | RMA | SAS | SIE | SPO | TOL | UNI | VEC | ZAM |
| -------------------------------- | --- | --- | --- | --- | --- | --- | --- | --- | --- | --- | --- | --- | --- | --- | --- | --- | --- | --- | --- | --- |
| A. D. Alcorcón                   | —   | 1–3 | 1–2 | 2–2 | 1–0 | 1–0 | 1–0 | 4–0 | 1–0 | 1–0 | 1–1 | 4–1 | 1–3 | 1–2 | 1–1 | 0–2 | 1–1 | 2–2 | 1–1 | 1–1 |
| Atlético de Madrid "B"           | 2–0 | —   | 3–1 | 2–1 | 1–1 | 0–2 | 1–2 | 0–0 | 1–0 | 2–0 | 0–1 | 3–0 | 3–1 | 3–0 | 1–0 | 0–1 | 0–0 | 2–0 | 6–2 | 3–1 |
| Real Ávila C. F.                 | 3–1 | 0–0 | —   | 0–0 | 2–3 | 0–2 | 3–1 | 0–2 | 1–3 | 0–1 | 1–2 | 4–1 | 0–0 | 1–1 | 1–1 | 0–0 | 0–1 | 2–2 | 3–1 | 1–1 |
| Caudal Deportivo                 | 3–0 | 0–1 | 2–0 | —   | 3–0 | 1–0 | 2–1 | 1–0 | 2–0 | 1–1 | 2–0 | 0–1 | 3–2 | 2–1 | 1–0 | 0–0 | 1–1 | 0–2 | 1–0 | 0–1 |
| R. C. Deportivo La Coruña "B"    | 2–2 | 1–5 | 3–2 | 0–0 | —   | 0–3 | 1–1 | 2–1 | 0–0 | 2–2 | 0–6 | 2–3 | 2–4 | 1–1 | 1–2 | 1–2 | 1–3 | 0–0 | 2–0 | 0–1 |
| C. F. Fuenlabrada                | 0–0 | 0–3 | 1–2 | 1–1 | 2–0 | —   | 0–0 | 1–0 | 1–2 | 1–1 | 1–0 | 4–0 | 0–1 | 1–1 | 2–1 | 2–1 | 1–1 | 1–2 | 2–3 | 0–1 |
| C. D. Lugo                       | 1–4 | 1–1 | 5–1 | 1–1 | 2–1 | 2–0 | —   | 0–1 | 0–0 | 1–0 | 1–3 | 1–0 | 1–2 | 2–0 | 0–0 | 0–1 | 0–0 | 1–1 | 1–0 | 0–2 |
| C. D. Mensajero                  | 2–0 | 1–0 | 4–0 | 0–0 | 5–1 | 0–0 | 1–0 | —   | 1–1 | 0–0 | 1–0 | 2–0 | 0–3 | 0–0 | 1–1 | 2–2 | 1–5 | 1–3 | 1–4 | 1–1 |
| C. D. Ourense                    | 3–0 | 2–1 | 1–2 | 1–0 | 1–1 | 5–1 | 1–0 | 3–3 | —   | 1–0 | 1–1 | 2–2 | 2–0 | 4–1 | 2–1 | 0–0 | 2–0 | 3–0 | 3–1 | 1–0 |
| U. D. Pájara-Playas de Jandía    | 2–1 | 1–0 | 2–1 | 2–0 | 2–0 | 0–4 | 2–1 | 1–1 | 0–1 | —   | 3–0 | 0–1 | 1–0 | 1–0 | 4–1 | 2–1 | 2–1 | 3–0 | 1–0 | 2–1 |
| S. D. Ponferradina               | 1–0 | 0–1 | 1–1 | 0–1 | 1–0 | 4–1 | 1–2 | 1–1 | 0–2 | 2–2 | —   | 3–0 | 1–1 | 1–0 | 1–1 | 1–2 | 1–3 | 1–0 | 4–0 | 2–1 |
| Pontevedra C. F.                 | 0–2 | 1–1 | 0–1 | 2–0 | 1–0 | 1–0 | 2–2 | 1–0 | 3–1 | 2–2 | 2–2 | —   | 1–0 | 3–1 | 1–1 | 1–3 | 0–0 | 3–2 | 2–3 | 0–2 |
| Real Madrid C. F. "B"            | 3–1 | 1–3 | 3–3 | 3–2 | 2–1 | 4–0 | 4–0 | 0–1 | 0–0 | 0–3 | 4–0 | 0–0 | —   | 6–1 | 3–1 | 4–0 | 2–3 | 1–1 | 4–1 | 0–4 |
| U. D. San Sebastián de los Reyes | 0–2 | 0–2 | 1–0 | 1–1 | 0–1 | 2–1 | 3–0 | 1–1 | 0–2 | 4–1 | 2–1 | 5–0 | 0–2 | —   | 2–3 | 0–0 | 2–0 | 0–1 | 0–1 | 0–1 |
| Club Siero                       | 0–2 | 2–2 | 2–2 | 1–0 | 2–0 | 1–2 | 1–0 | 1–0 | 0–2 | 1–2 | 1–0 | 2–1 | 2–3 | 2–2 | —   | 1–3 | 2–1 | 3–1 | 0–2 | 1–1 |
| Sporting de Gijón "B"            | 1–1 | 0–1 | 1–2 | 3–1 | 1–2 | 0–0 | 3–1 | 0–1 | 1–3 | 3–2 | 0–0 | 1–1 | 4–3 | 2–0 | 1–0 | —   | 1–1 | 2–1 | 4–3 | 1–1 |
| C. D. Toledo                     | 1–0 | 2–2 | 5–0 | 1–0 | 0–1 | 1–0 | 2–0 | 2–1 | 2–1 | 2–0 | 6–0 | 1–1 | 2–1 | 1–2 | 1–0 | 0–1 | —   | 4–1 | 2–0 | 1–0 |
| A. D. Universidad de Oviedo      | 3–2 | 0–1 | 4–2 | 0–3 | 1–1 | 0–0 | 0–2 | 2–0 | 0–2 | 1–0 | 0–0 | 1–1 | 2–4 | 3–0 | 1–1 | 2–2 | 1–0 | —   | 1–2 | 0–3 |
| U. D. Vecindario                 | 1–1 | 0–3 | 1–0 | 3–0 | 2–0 | 3–2 | 0–2 | 2–0 | 1–1 | 4–2 | 3–0 | 4–1 | 3–0 | 4–3 | 2–2 | 1–2 | 3–1 | 2–5 | —   | 2–1 |
| Zamora C. F.                     | 3–1 | 1–0 | 3–2 | 4–2 | 1–2 | 2–1 | 1–1 | 1–3 | 3–1 | 3–1 | 2–2 | 3–1 | 0–0 | 1–3 | 3–0 | 4–0 | 2–1 | 3–0 | 1–0 | —   |

### Grupo II

#### Clasificación
| Pos. | Equipo                      | Pts. | PJ | G  | E  | P  | GF | GC | Dif. | Clasificación                     |
| ---- | --------------------------- | ---- | -- | -- | -- | -- | -- | -- | ---- | --------------------------------- |
| 1    | Burgos C. F. (A)            | 72   | 38 | 20 | 12 | 6  | 53 | 20 | +33  | Acceso a Promoción de ascenso     |
| 2    | Cultural Leonesa            | 65   | 38 | 17 | 14 | 7  | 41 | 25 | +16  | Acceso a Promoción de ascenso     |
| 3    | C. D. Calahorra             | 64   | 38 | 16 | 16 | 6  | 43 | 26 | +17  | Acceso a Promoción de ascenso     |
| 4    | Amurrio Club                | 64   | 38 | 18 | 10 | 10 | 34 | 28 | +6   | Acceso a Promoción de ascenso     |
| 5    | Real Zaragoza "B"           | 63   | 38 | 17 | 12 | 9  | 45 | 22 | +23  |                                   |
| 6    | Athletic Club "B"           | 62   | 38 | 16 | 14 | 8  | 44 | 30 | +14  |                                   |
| 7    | S. D. Beasain               | 57   | 38 | 14 | 15 | 9  | 67 | 49 | +18  |                                   |
| 8    | C. A. Osasuna "B"           | 53   | 38 | 13 | 14 | 11 | 32 | 28 | +4   |                                   |
| 9    | Real Unión Club             | 52   | 38 | 13 | 13 | 12 | 41 | 41 | 0    |                                   |
| 10   | Deportivo Alavés "B"        | 50   | 38 | 10 | 20 | 8  | 39 | 36 | +3   |                                   |
| 11   | C. D. Aurrera de Vitoria    | 50   | 38 | 12 | 14 | 12 | 35 | 36 | −1   |                                   |
| 12   | Barakaldo C. F.             | 48   | 38 | 12 | 12 | 14 | 29 | 33 | −4   |                                   |
| 13   | Gimnástica de Torrelavega   | 47   | 38 | 11 | 14 | 13 | 37 | 33 | +4   |                                   |
| 14   | S. D. Eibar "B"             | 44   | 38 | 11 | 11 | 16 | 31 | 40 | −9   |                                   |
| 15   | S. D. Gernika               | 42   | 38 | 8  | 18 | 12 | 27 | 37 | −10  |                                   |
| 16   | C. D. Binéfar               | 42   | 38 | 10 | 12 | 16 | 28 | 47 | −19  | Acceso a Promoción de permanencia |
| 17   | Racing de Santander "B" (D) | 38   | 38 | 8  | 14 | 16 | 30 | 38 | −8   | Descenso a Tercera División       |
| 18   | Peña Sport F. C. (D)        | 34   | 38 | 6  | 16 | 16 | 33 | 55 | −22  | Descenso a Tercera División       |
| 19   | C. D. Tropezón (D)          | 28   | 38 | 6  | 10 | 22 | 21 | 61 | −40  | Descenso a Tercera División       |
| 20   | U. D. C. Chantrea (D)       | 28   | 38 | 5  | 13 | 20 | 19 | 44 | −25  | Descenso a Tercera División       |

 Fuente: BDFutbol
Criterios de clasificación: Puntos · Enfrentamientos directos · Diferencia de goles · Goles a favor · Play-off

#### Resultados
| Local \ Visitante         | ALV | AMU | ATH | AUR | BAR | BEA | BIN | BUR | CAL | CHA | CUL | EIB | GER | GIM | OSA | PEÑ | RAC | RUN | TRO | ZAR |
| ------------------------- | --- | --- | --- | --- | --- | --- | --- | --- | --- | --- | --- | --- | --- | --- | --- | --- | --- | --- | --- | --- |
| Deportivo Alavés "B"      | —   | 1–0 | 1–1 | 0–0 | 1–0 | 1–2 | 1–2 | 0–0 | 1–1 | 3–0 | 1–0 | 1–2 | 1–3 | 4–3 | 0–0 | 3–3 | 1–1 | 1–1 | 2–2 | 0–0 |
| Amurrio Club              | 2–0 | —   | 1–1 | 2–1 | 0–1 | 0–3 | 2–0 | 1–1 | 0–1 | 1–0 | 2–1 | 2–1 | 1–0 | 1–0 | 0–0 | 0–0 | 2–0 | 1–0 | 2–0 | 0–1 |
| Athletic Club "B"         | 0–3 | 1–1 | —   | 1–1 | 0–0 | 4–2 | 1–0 | 0–1 | 0–0 | 2–0 | 3–0 | 1–0 | 1–0 | 1–1 | 2–0 | 3–2 | 1–0 | 1–2 | 0–1 | 1–0 |
| C. D. Aurrera de Vitoria  | 1–1 | 0–0 | 1–0 | —   | 2–1 | 1–1 | 2–0 | 0–1 | 1–1 | 0–2 | 1–0 | 0–0 | 2–0 | 0–0 | 2–0 | 2–0 | 0–1 | 0–0 | 2–0 | 1–0 |
| Barakaldo C. F.           | 0–0 | 0–2 | 0–0 | 1–0 | —   | 1–0 | 1–1 | 1–2 | 2–0 | 1–0 | 0–0 | 1–1 | 0–1 | 0–1 | 1–0 | 2–0 | 1–0 | 1–0 | 1–1 | 2–1 |
| S. D. Beasain             | 3–3 | 1–1 | 2–1 | 3–1 | 1–0 | —   | 4–0 | 0–2 | 1–3 | 0–1 | 0–0 | 3–0 | 1–1 | 3–1 | 3–3 |     | 1–2 | 2–2 | 8–0 | 2–1 |
| C. D. Binéfar             | 0–0 | 1–2 | 0–4 | 2–2 | 2–1 | 1–1 | —   | 1–1 | 2–1 | 2–1 | 0–1 | 2–1 | 0–1 | 2–3 | 1–2 | 1–1 | 0–4 | 1–0 | 2–0 | 0–2 |
| Burgos C. F.              | 1–0 | 0–1 | 0–0 | 0–0 | 0–3 | 4–0 | 1–0 | —   | 1–2 | 2–0 | 0–1 | 3–0 | 7–0 | 1–1 | 1–1 | 2–0 | 2–0 | 3–0 | 2–1 | 3–1 |
| C. D. Calahorra           | 1–1 | 0–0 | 0–1 | 4–0 | 4–0 | 1–1 | 1–1 | 1–0 | —   | 1–0 | 1–0 | 1–0 | 0–0 | 1–0 | 1–0 | 2–1 | 0–0 | 1–1 | 3–1 | 1–1 |
| U. D. C. Chantrea         | 0–2 | 0–1 | 1–1 | 1–2 | 0–0 | 0–0 | 0–2 | 0–0 | 1–1 | —   | 0–2 | 0–0 | 2–1 | 0–0 | 0–2 | 1–1 | 0–2 | 0–1 | 0–0 | 0–0 |
| Cultural Leonesa          | 1–1 | 1–1 | 1–0 | 1–1 | 2–1 | 2–1 | 0–0 | 0–0 | 2–1 | 3–2 | —   | 2–0 | 1–1 | 2–0 | 3–2 | 1–0 | 0–0 | 2–0 | 6–0 | 0–0 |
| S. D. Eibar "B"           | 0–1 | 1–0 | 2–2 | 2–2 | 0–0 | 0–1 | 1–0 | 1–2 | 2–1 | 1–1 | 0–0 | —   | 1–0 | 2–1 | 1–1 | 2–0 | 2–0 | 3–1 | 2–0 | 0–3 |
| S. D. Gernika             | 0–0 | 2–0 | 0–1 | 1–1 | 1–1 | 0–0 | 0–1 | 0–0 | 1–1 | 2–1 | 0–0 | 2–1 | —   | 1–1 | 0–2 | 1–1 | 1–0 | 1–1 | 0–0 | 0–0 |
| Gimnástica de Torrelavega | 0–1 | 1–2 | 2–2 | 0–2 | 1–0 | 1–1 | 4–0 | 0–1 | 2–0 | 3–1 | 0–0 | 1–0 | 1–1 | —   | 0–1 | 3–0 | 0–0 | 0–1 | 0–1 | 1–0 |
| C. A. Osasuna "B"         | 3–0 | 2–0 | 2–0 | 1–0 | 0–0 | 1–1 | 0–0 | 0–1 | 0–0 | 1–1 | 1–0 | 0–1 | 1–0 | 1–1 | —   | 0–1 | 1–0 | 0–1 | 1–0 | 0–2 |
| Peña Sport F. C.          | 0–0 | 0–0 | 0–0 | 3–1 | 2–1 | 2–2 | 0–0 | 0–4 | 1–1 | 0–0 | 0–1 | 2–0 | 1–0 | 0–2 | 0–0 | —   | 0–0 | 4–1 | 2–2 | 0–2 |
| Racing de Santander "B"   | 1–0 | 1–2 | 1–3 | 2–1 | 2–1 | 2–3 | 0–0 | 0–0 | 0–1 | 1–2 | 2–3 | 1–1 | 1–2 | 0–0 | 0–0 | 1–1 | —   | 0–0 | 1–1 | 2–3 |
| Real Unión Club           | 1–1 | 2–0 | 1–1 | 3–1 | 5–1 | 2–2 | 1–0 | 1–1 | 0–2 | 0–1 | 0–1 | 1–0 | 2–1 | 0–0 | 1–3 | 4–1 | 1–1 | —   | 2–0 | 0–2 |
| C. D. Tropezón            | 1–1 | 0–1 | 0–1 | 0–1 | 0–2 | 1–3 | 0–1 | 1–2 | 1–2 | 2–0 | 0–0 | 1–0 | 1–1 | 0–2 | 0–0 | 1–0 | 0–1 | 1–2 | —   | 1–0 |
| Real Zaragoza "B"         | 0–1 | 3–0 | 1–2 | 1–0 | 0–0 | 1–0 | 0–0 | 2–1 | 0–0 | 1–0 | 3–1 | 0–0 | 1–1 | 0–0 | 3–0 | 4–2 | 1–0 | 0–0 | 5–0 | —   |

### Grupo III

#### Clasificación
| Pos. | Equipo                     | Pts. | PJ | G  | E  | P  | GF | GC | Dif. | Clasificación                     |
| ---- | -------------------------- | ---- | -- | -- | -- | -- | -- | -- | ---- | --------------------------------- |
| 1    | U. D. A. Gramenet          | 69   | 38 | 20 | 9  | 9  | 53 | 31 | +22  | Acceso a Promoción de ascenso     |
| 2    | Gimnàstic de Tarragona (A) | 68   | 38 | 19 | 11 | 8  | 52 | 30 | +22  | Acceso a Promoción de ascenso     |
| 3    | C. E. Sabadell F. C.       | 66   | 38 | 18 | 12 | 8  | 51 | 30 | +21  | Acceso a Promoción de ascenso     |
| 4    | R. C. D. Espanyol "B"      | 64   | 38 | 19 | 7  | 12 | 57 | 34 | +23  | Acceso a Promoción de ascenso     |
| 5    | Novelda C. F.              | 64   | 38 | 17 | 13 | 8  | 57 | 40 | +17  |                                   |
| 6    | C. E. L'Hospitalet         | 63   | 38 | 18 | 9  | 11 | 73 | 45 | +28  |                                   |
| 7    | R. C. D. Mallorca "B"      | 62   | 38 | 17 | 11 | 10 | 63 | 44 | +19  |                                   |
| 8    | U. E. Figueres             | 56   | 38 | 16 | 8  | 14 | 55 | 47 | +8   |                                   |
| 9    | F. C. Barcelona "B"        | 56   | 38 | 17 | 5  | 16 | 53 | 45 | +8   |                                   |
| 10   | C. D. Castellón            | 54   | 38 | 14 | 12 | 12 | 40 | 39 | +1   |                                   |
| 11   | Hércules C. F.             | 52   | 38 | 14 | 10 | 14 | 44 | 44 | 0    |                                   |
| 12   | Terrassa F. C.             | 48   | 38 | 12 | 12 | 14 | 48 | 41 | +7   |                                   |
| 13   | Cartagonova F. C.          | 46   | 38 | 12 | 10 | 16 | 35 | 49 | −14  |                                   |
| 14   | Benidorm C. D.             | 44   | 38 | 11 | 11 | 16 | 37 | 46 | −9   |                                   |
| 15   | C. E. Mataró               | 43   | 38 | 12 | 7  | 19 | 41 | 66 | −25  |                                   |
| 16   | U. B. Conquense            | 43   | 38 | 11 | 10 | 17 | 26 | 49 | −23  | Acceso a Promoción de permanencia |
| 17   | C. D. Burriana (D)         | 40   | 38 | 9  | 13 | 16 | 27 | 48 | −21  | Descenso a Tercera División       |
| 18   | U. D. Alzira (D)           | 40   | 38 | 12 | 4  | 22 | 29 | 50 | −21  | Descenso a Tercera División       |
| 19   | C. F. Gandía (D)           | 38   | 38 | 9  | 11 | 18 | 31 | 46 | −15  | Descenso a Tercera División       |
| 20   | C. E. Premià (D)           | 26   | 38 | 5  | 11 | 22 | 29 | 77 | −48  | Descenso a Tercera División       |

 Fuente: BDFutbol
Criterios de clasificación: Puntos · Enfrentamientos directos · Diferencia de goles · Goles a favor · Play-off

#### Resultados
| Local \ Visitante      | ALZ | BAR | BEN | BUR | CAR | CAS | CON | ESP | FIG | GAN | GIM | GRA | HER | HOS | MAL | MAT | NOV | PRE | SAB | TER |
| ---------------------- | --- | --- | --- | --- | --- | --- | --- | --- | --- | --- | --- | --- | --- | --- | --- | --- | --- | --- | --- | --- |
| U. D. Alzira           | —   | 2–0 | 2–1 | 0–2 | 1–3 | 2–0 | 2–0 | 1–0 | 1–2 | 1–0 | 1–1 | 1–2 | 0–1 | 1–0 | 3–3 | 1–0 | 0–2 | 2–1 | 0–1 | 0–0 |
| F. C. Barcelona "B"    | 2–0 | —   | 0–1 | 4–0 | 0–0 | 0–2 | 4–0 | 1–0 | 0–0 | 4–0 | 2–1 | 1–3 | 1–0 | 1–0 | 2–1 | 0–2 | 2–3 | 2–0 | 0–2 | 2–1 |
| Benidorm C. D.         | 1–2 | 2–1 | —   | 0–0 | 2–0 | 0–1 | 0–1 | 1–0 | 1–0 | 1–1 | 0–1 | 0–1 | 1–1 | 2–1 | 0–2 | 1–1 | 0–0 | 3–0 | 1–1 | 3–1 |
| C. D. Burriana         | 1–0 | 1–0 | 1–1 | —   | 1–0 | 1–1 | 0–0 | 0–1 | 2–0 | 1–0 | 1–1 | 0–1 | 1–0 | 0–2 | 1–2 | 0–0 | 2–2 | 0–0 | 0–1 | 2–1 |
| Cartagonova F. C.      | 1–0 | 2–1 | 1–2 | 0–2 | —   | 0–2 | 1–0 | 0–4 | 0–1 | 2–0 | 1–1 | 0–0 | 1–2 | 0–2 | 1–1 | 2–0 | 2–1 | 3–1 | 3–0 | 0–4 |
| C. D. Castellón        | 3–0 | 0–0 | 1–0 | 0–0 | 1–1 | —   | 1–0 | 1–2 | 0–2 | 2–1 | 0–1 | 1–0 | 0–1 | 1–1 | 0–0 | 1–0 | 3–0 | 4–0 | 1–4 | 2–0 |
| U. B. Conquense        | 2–1 | 0–4 | 0–0 | 0–0 | 1–0 | 0–0 | —   | 0–1 | 1–1 | 0–1 | 2–2 | 1–0 | 1–1 | 1–0 | 0–2 | 1–0 | 0–1 | 2–0 | 2–0 | 1–0 |
| R. C. D. Espanyol "B"  | 3–0 | 0–1 | 2–1 | 1–1 | 1–0 | 3–1 | 0–0 | —   | 2–1 | 2–1 | 0–0 | 1–1 | 3–1 | 4–0 | 0–3 | 3–2 | 3–0 | 6–0 | 2–1 | 1–2 |
| U. E. Figueres         | 1–0 | 4–1 | 1–2 | 2–0 | 1–2 | 1–1 | 0–1 | 0–0 | —   | 2–2 | 2–2 | 1–2 | 2–0 | 0–1 | 3–5 | 1–1 | 3–1 | 5–2 | 0–3 | 0–0 |
| C. F. Gandía           | 2–0 | 2–4 | 1–0 | 2–1 | 0–1 | 0–0 | 0–0 | 2–1 | 1–3 | —   | 1–1 | 0–2 | 0–0 | 1–1 | 0–1 | 0–0 | 1–1 | 0–0 | 0–2 | 2–0 |
| Gimnàstic de Tarragona | 4–0 | 2–0 | 1–0 | 2–0 | 1–1 | 1–2 | 2–1 | 1–0 | 1–0 | 1–0 | —   | 3–1 | 3–1 | 5–1 | 1–2 | 1–1 | 0–1 | 0–1 | 0–0 | 2–1 |
| U. D. A. Gramenet      | 3–1 | 2–3 | 2–1 | 2–0 | 3–0 | 1–1 | 1–0 | 4–1 | 1–2 | 2–2 | 0–2 | —   | 3–2 | 0–0 | 1–0 | 1–0 | 0–0 | 0–1 | 0–0 | 3–0 |
| Hércules C. F.         | 0–0 | 5–2 | 1–1 | 1–0 | 0–2 | 4–1 | 2–1 | 0–3 | 2–3 | 0–2 | 1–0 | 2–1 | —   | 3–1 | 0–1 | 4–2 | 0–1 | 3–0 | 1–0 | 2–1 |
| C. E. L'Hospitalet     | 2–1 | 1–1 | 8–1 | 2–1 | 2–0 | 6–1 | 7–1 | 1–0 | 1–0 | 4–1 | 2–1 | 1–1 | 0–0 | —   | 5–0 | 3–1 | 3–2 | 7–1 | 3–1 | 1–5 |
| R. C. D. Mallorca "B"  | 2–0 | 2–1 | 0–0 | 7–1 | 1–1 | 2–2 | 1–2 | 1–2 | 0–2 | 1–0 | 0–1 | 1–0 | 1–1 | 3–2 | —   | 5–0 | 0–0 | 5–1 | 1–2 | 2–2 |
| C. E. Mataró           | 2–1 | 1–3 | 2–1 | 3–1 | 3–1 | 1–0 | 4–2 | 0–0 | 1–2 | 1–0 | 0–1 | 1–4 | 2–1 | 2–1 | 2–1 | —   | 1–0 | 1–1 | 0–1 | 2–4 |
| Novelda C. F.          | 0–1 | 2–1 | 3–1 | 6–2 | 5–1 | 1–1 | 2–0 | 1–3 | 2–1 | 2–1 | 1–0 | 0–0 | 0–0 | 1–1 | 3–0 | 3–0 | —   | 2–0 | 3–3 | 2–2 |
| C. E. Premià           | 0–1 | 0–2 | 1–1 | 0–0 | 1–1 | 0–1 | 2–2 | 2–2 | 1–3 | 1–3 | 1–2 | 1–3 | 2–0 | 0–0 | 0–2 | 3–2 | 2–3 | —   | 3–2 | 0–2 |
| C. E. Sabadell F. C.   | 1–0 | 0–0 | 3–4 | 2–0 | 0–0 | 1–0 | 2–0 | 1–0 | 4–1 | 1–0 | 1–1 | 0–1 | 0–0 | 1–0 | 1–1 | 6–0 | 0–0 | 0–0 | —   | 1–0 |
| Terrassa F. C.         | 1–0 | 1–0 | 1–0 | 1–1 | 1–1 | 2–1 | 4–0 | 1–0 | 0–2 | 0–1 | 1–2 | 0–1 | 1–1 | 0–0 | 1–1 | 5–0 | 0–0 | 0–0 | 2–2 | —   |

### Grupo IV

#### Clasificación
| Pos. | Equipo                    | Pts. | PJ | G  | E  | P  | GF | GC | Dif. | Clasificación                     |
| ---- | ------------------------- | ---- | -- | -- | -- | -- | -- | -- | ---- | --------------------------------- |
| 1    | Cádiz C. F.               | 69   | 36 | 19 | 12 | 5  | 37 | 15 | +22  | Acceso a Promoción de ascenso     |
| 2    | Polideportivo Ejido (A)   | 66   | 36 | 18 | 12 | 6  | 40 | 25 | +15  | Acceso a Promoción de ascenso     |
| 3    | Xerez C. D. (A)           | 63   | 36 | 17 | 12 | 7  | 48 | 30 | +18  | Acceso a Promoción de ascenso     |
| 4    | A. D. Ceuta               | 59   | 36 | 15 | 14 | 7  | 48 | 30 | +18  | Acceso a Promoción de ascenso     |
| 5    | Granada C. F.             | 51   | 36 | 13 | 12 | 11 | 44 | 40 | +4   |                                   |
| 6    | Coria C. F.               | 51   | 36 | 13 | 12 | 11 | 38 | 37 | +1   |                                   |
| 7    | Dos Hermanas C. F.        | 49   | 36 | 12 | 13 | 11 | 38 | 34 | +4   |                                   |
| 8    | U. D. Melilla             | 48   | 36 | 13 | 9  | 14 | 35 | 43 | −8   |                                   |
| 9    | Jerez C. F.               | 47   | 36 | 12 | 11 | 13 | 36 | 34 | +2   |                                   |
| 10   | Écija Balompié            | 46   | 36 | 10 | 16 | 10 | 27 | 30 | −3   |                                   |
| 11   | Almería C. F.             | 46   | 36 | 10 | 16 | 10 | 41 | 37 | +4   |                                   |
| 12   | C. D. San Fernando        | 45   | 36 | 10 | 15 | 11 | 26 | 46 | −20  |                                   |
| 13   | R. B. Linense             | 44   | 36 | 11 | 11 | 14 | 45 | 50 | −5   |                                   |
| 14   | Talavera C. F.            | 43   | 36 | 11 | 10 | 15 | 29 | 40 | −11  |                                   |
| 15   | Motril C. F.              | 42   | 36 | 10 | 12 | 14 | 30 | 39 | −9   |                                   |
| 16   | Algeciras C. F.           | 41   | 36 | 9  | 14 | 13 | 36 | 40 | −4   | Acceso a Promoción de permanencia |
| 17   | Guadix C. F. (D)          | 39   | 36 | 10 | 9  | 17 | 28 | 46 | −18  | Descenso a Tercera División       |
| 18   | C. D. Linares (D)         | 37   | 36 | 8  | 13 | 15 | 28 | 36 | −8   | Descenso a Tercera División       |
| 19   | C. D. Don Benito (D)      | 23   | 36 | 4  | 11 | 21 | 20 | 42 | −22  | Descenso a Tercera División       |
| 20   | Polideportivo Almería (D) | 0    | 0  | 0  | 0  | 0  | 0  | 0  | 0    | Descenso a Tercera División       |

 Fuente: BDFutbol
Criterios de clasificación: Puntos · Enfrentamientos directos · Diferencia de goles · Goles a favor · Play-off
Notas:
1. ↑  El Polideportivo Almería se retiró de la competición.

#### Resultados
| Local \ Visitante     | ALG | ALM | CAD | CEU | COR | DON | DOS | ECI | GRA | GUA | JER | LNR | LNS | MEL | MOT | POA | POE | SFE | TAL | XER |
| --------------------- | --- | --- | --- | --- | --- | --- | --- | --- | --- | --- | --- | --- | --- | --- | --- | --- | --- | --- | --- | --- |
| Algeciras C. F.       | —   | 0–1 | 0–0 | 1–3 | 6–3 | 1–0 | 1–1 | 1–2 | 1–2 | 2–1 | 1–0 | 0–0 | 3–2 | 3–1 | 1–0 | –   | 2–2 | 0–0 | 1–2 | 0–0 |
| Almería C. F.         | 1–1 | —   | 0–1 | 0–1 | 1–1 | 1–1 | 1–3 | 0–1 | 1–0 | 0–1 | 1–1 | 3–0 | 1–0 | 1–0 | 3–0 | –   | 0–0 | 4–1 | 2–2 | 2–2 |
| Cádiz C. F.           | 1–0 | 0–0 | —   | 1–0 | 1–0 | 2–1 | 2–0 | 0–0 | 1–0 | 3–1 | 2–4 | 0–1 | 0–0 | 1–0 | 1–1 | –   | 1–1 | 1–0 | 0–1 | 1–1 |
| A. D. Ceuta           | 1–0 | 2–1 | 0–0 | —   | 1–1 | 1–0 | 1–2 | 3–1 | 1–1 | 2–1 | 0–0 | 1–0 | 2–2 | 4–0 | 2–0 | –   | 0–0 | 0–0 | 1–0 | 0–1 |
| Coria C. F.           | 0–0 | 3–0 | 0–4 | 1–0 | —   | 1–0 | 2–0 | 2–0 | 0–0 | 1–0 | 0–0 | 1–1 | 3–1 | 2–0 | 1–0 | –   | 0–1 | 0–1 | 1–1 | 1–2 |
| C. D. Don Benito      | 1–1 | 2–0 | 3–0 | 1–1 | 1–0 | —   | 0–0 | 0–2 | 1–3 | 0–1 | 0–0 | 2–1 | 1–2 | 0–0 | 0–1 | –   | 0–1 | 0–0 | 0–0 | 1–3 |
| Dos Hermanas C. F.    | 1–1 | 1–1 | 0–1 | 1–3 | 0–0 | 2–1 | —   | 1–0 | 0–0 | 6–0 | 2–0 | 1–1 | 3–0 | 0–0 | 1–0 | –   | 0–0 | 1–0 | 1–1 | 3–4 |
| Écija Balompié        | 1–1 | 0–0 | 0–0 | 2–2 | 0–0 | 4–1 | 1–0 | —   | 0–0 | 0–1 | 1–0 | 0–0 | 0–0 | 1–0 | 1–1 | –   | 0–1 | 0–0 | 0–0 | 1–0 |
| Granada C. F.         | 1–2 | 1–1 | 1–0 | 1–1 | 2–1 | 3–2 | 0–0 | 0–2 | —   | 5–1 | 0–0 | 3–1 | 3–1 | 1–1 | 1–2 | –   | 2–1 | 0–0 | 3–0 | 1–1 |
| Guadix C. F.          | 0–0 | 1–1 | 0–2 | 0–3 | 1–2 | 1–0 | 0–2 | 2–0 | 0–1 | —   | 2–0 | 1–1 | 3–3 | 1–1 | 0–0 | –   | 1–1 | 1–0 | 1–0 | 1–0 |
| Jerez C. F.           | 1–0 | 2–2 | 0–1 | 2–1 | 3–1 | 0–0 | 2–2 | 3–1 | 2–1 | 1–0 | —   | 1–0 | 0–0 | 1–0 | 0–1 | –   | 1–2 | 0–1 | 3–0 | 0–1 |
| C. D. Linares         | 1–0 | 2–1 | 0–0 | 0–2 | 1–1 | 0–0 | 0–1 | 5–1 | 1–1 | 1–1 | 0–3 | —   | 3–1 | 0–1 | 1–1 | –   | 0–1 | 0–0 | 0–1 | 0–1 |
| R. B. Linense         | 0–0 | 2–1 | 0–3 | 2–1 | 0–1 | 3–1 | 3–0 | 1–0 | 2–1 | 1–0 | 2–2 | 1–1 | —   | 0–1 | 1–0 | –   | 1–2 | 1–1 | 4–0 | 1–4 |
| U. D. Melilla         | 3–2 | 2–3 | 0–1 | 4–2 | 0–4 | 1–0 | 2–2 | 1–0 | 0–1 | 0–2 | 1–1 | 1–0 | 2–1 | —   | 2–0 | –   | 1–0 | 2–1 | 2–0 | 1–1 |
| Motril C. F.          | 1–0 | 0–1 | 0–0 | 0–2 | 2–4 | 1–0 | 2–0 | 1–1 | 3–1 | 2–1 | 2–0 | 2–3 | 0–2 | 1–1 | —   | –   | 1–1 | 1–0 | 1–1 | 1–1 |
| Polideportivo Almería | –   | –   | –   | –   | –   | –   | –   | –   | –   | –   | –   | –   | –   | –   | –   | —   | –   | –   | –   | –   |
| Polideportivo Ejido   | 2–2 | 0–0 | 0–0 | 1–1 | 0–0 | 1–0 | 2–0 | 0–1 | 3–0 | 1–0 | 3–2 | 1–0 | 3–2 | 3–1 | 1–0 | –   | —   | 0–1 | 2–1 | 1–0 |
| C. D. San Fernando    | 3–1 | 1–4 | 0–1 | 1–1 | 0–0 | 0–0 | 1–0 | 1–1 | 3–0 | 1–1 | 2–0 | 0–1 | 0–0 | 1–2 | 1–1 | –   | 1–0 | —   | 3–1 | 1–0 |
| Talavera C. F.        | 0–1 | 1–1 | 0–3 | 0–0 | 3–0 | 1–0 | 1–0 | 1–1 | 2–3 | 2–0 | 0–1 | 1–0 | 2–1 | 1–1 | 2–0 | –   | 0–1 | 1–0 | —   | 0–1 |
| Xerez C. D.           | 2–0 | 1–1 | 0–2 | 2–2 | 4–0 | 3–0 | 0–1 | 1–1 | 2–1 | 1–0 | 1–0 | 0–2 | 2–2 | 1–0 | 1–1 | –   | 3–1 | 0–0 | 1–0 | —   |

## Promoción de ascenso a Segunda División
- Se clasifican los siguientes equipos a la promoción de ascenso:

| Pos                                              | Grupo I                     | Grupo II         | Grupo III              | Grupo IV            |
| ------------------------------------------------ | --------------------------- | ---------------- | ---------------------- | ------------------- |
| 1º                                               | Club Atlético de Madrid "B" | Burgos CF        | UDA Gramenet           | Cádiz CF            |
| 2º                                               | CD Ourense                  | Cultural Leonesa | Gimnàstic de Tarragona | Polideportivo Ejido |
| 3º                                               | Zamora CF                   | CD Calahorra     | CE Sabadell FC         | Xerez CD            |
| 4º                                               | CD Toledo                   | Amurrio Club     | RCD Espanyol "B"       | AD Ceuta            |
| En negrita equipos que suben a Segunda División. |                             |                  |                        |                     |

## Promoción de permanencia
- Se clasifican los siguientes equipos a la promoción de permanencia:

| CF Fuenlabrada                                      | CD Binéfar | UB Conquense | Algeciras CF |
| En negrita equipo que desciende a Tercera División. |            |              |              |

## Resumen
Ascienden a Segunda división:
| - Burgos Club de Fútbol | - Club Gimnàstic de Tarragona | - Club Polideportivo Ejido | - Xerez Club Deportivo |

Descienden a Tercera división: 
| Grupo I - Club de Fútbol Fuenlabrada - Club Siero - Unión Deportiva San Sebastián de los Reyes - Real Ávila Club de Fútbol - Real Club Deportivo de La Coruña "B" | Grupo II - Real Racing Club de Santander "B" - Peña Sport Fútbol Club - Club Deportivo Tropezón - Unión Deportiva Cultural Chantrea | Grupo III - Club Deportivo Burriana - Unión Deportiva Alzira - Club de Fútbol Gandía - Club Esportiu Premià | Grupo IV - Guadix Club de Fútbol - Club Deportivo Linares - Club Deportivo Don Benito - Club Polideportivo Almería |

Campeones de Segunda División B (título honorífico y en trofeo que no garantiza el ascenso):
| - Club Atlético de Madrid "B" | - Burgos Club de Fútbol | - Unión Deportiva Atlético Gramenet | - Cádiz Club de Fútbol |

## Copa del Rey
Los cinco primeros clasificados de cada grupo, exceptuando a los filiales, y los dos siguientes equipos con mejor puntuación en todos los grupos se clasifican para la siguiente edición de la Copa del Rey. La plaza de los filiales la ocupan los siguientes equipos mejor clasificados.